# Liste der Ehrenbürger der Lutherstadt Wittenberg
Die Ehrenbürgerschaft der Lutherstadt Wittenberg ist die höchste Auszeichnung, die die Lutherstadt Wittenberg vergeben kann. Nach der Ehrungssatzung der Lutherstadt Wittenberg vom 1. Januar 2015 kann die Ehrenbürgerwürde für herausragende und vielfältige Leistungen und Verdienste für die Stadt verliehen werden. Die Verdienste des zu Ehrenden sollen dem Gemeinwohl gedient haben, uneigennützig und ohne Berücksichtigung von Sonderinteressen von Bevölkerungsgruppen für die Gesamtbürgerschaft wirken sowie dauerhafte mindestens heimatgeschichtliche Bedeutung besitzen.
Über die Verleihung beschließt der Stadtrat durch nicht öffentlichen Beschluss. Vorschlagsberechtigt sind mindestens zwei Fraktionen des Stadtrates, die mindestens 30 Prozent der Mitglieder des Stadtrates umfassen müssen, oder der Oberbürgermeister, der der Unterstützung mindestens einer Fraktion des Stadtrates bedarf.
Die Ehrenbürgerwürde wird nur an lebende Personen verliehen und erlischt mit dem Tod der Person. Hans Lorbeer wurde am 8. August 1976 auf Basis der damaligen Rechtslage postum zum Ehrenbürger der Stadt ernannt.
Hat sich der Geehrte der Ehrung als unwürdig erwiesen, kann die Ehrenbürgerwürde durch Beschluss von zwei Dritteln der Mitglieder des Stadtrates widerrufen werden.
Die Stadt Wittenberg hat seit 1835 mindestens 19 Personen die Ehrenbürgerschaft verliehen. Im Zuge der Eingemeindung von Piesteritz im Jahr 1950 und Griebo 2008 wurden die dort verliehenen Ehrenbürgerschaften übernommen. Die an Adolf Hitler 1933 ohne Ortsbezug verliehene Ehrenbürgerschaft gilt gemäß Artikel VIII, Ziffer II, Buchstabe i der Direktive 38 des Alliierten Kontrollrats in Deutschland vom 12. Oktober 1946, die den Verlust der Ehrungen für Kriegsverbrecher regelt, als entzogen. 2010 distanzierte sich der Wittenberger Stadtrat von der Ernennung Hitlers zum Ehrenbürger Wittenbergs.
Hinweis: Demnach waren und sind folgende Personen der Liste zuzuordnen. Die Auflistung erfolgt chronologisch nach Datum der Zuerkennung. 

## Die Ehrenbürger der Lutherstadt Wittenberg

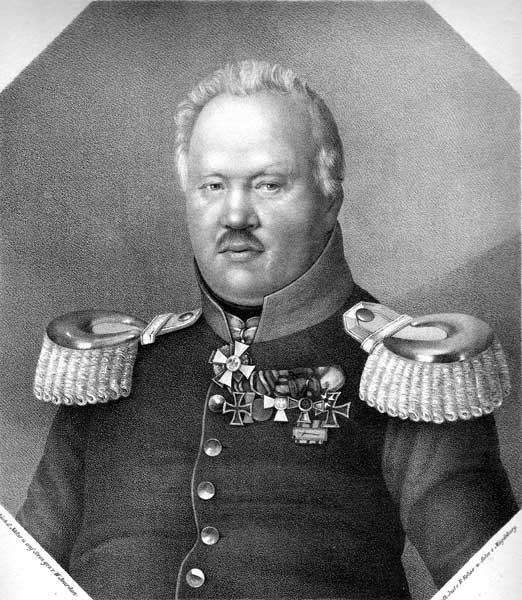
Wilhelm v. Brockhausen

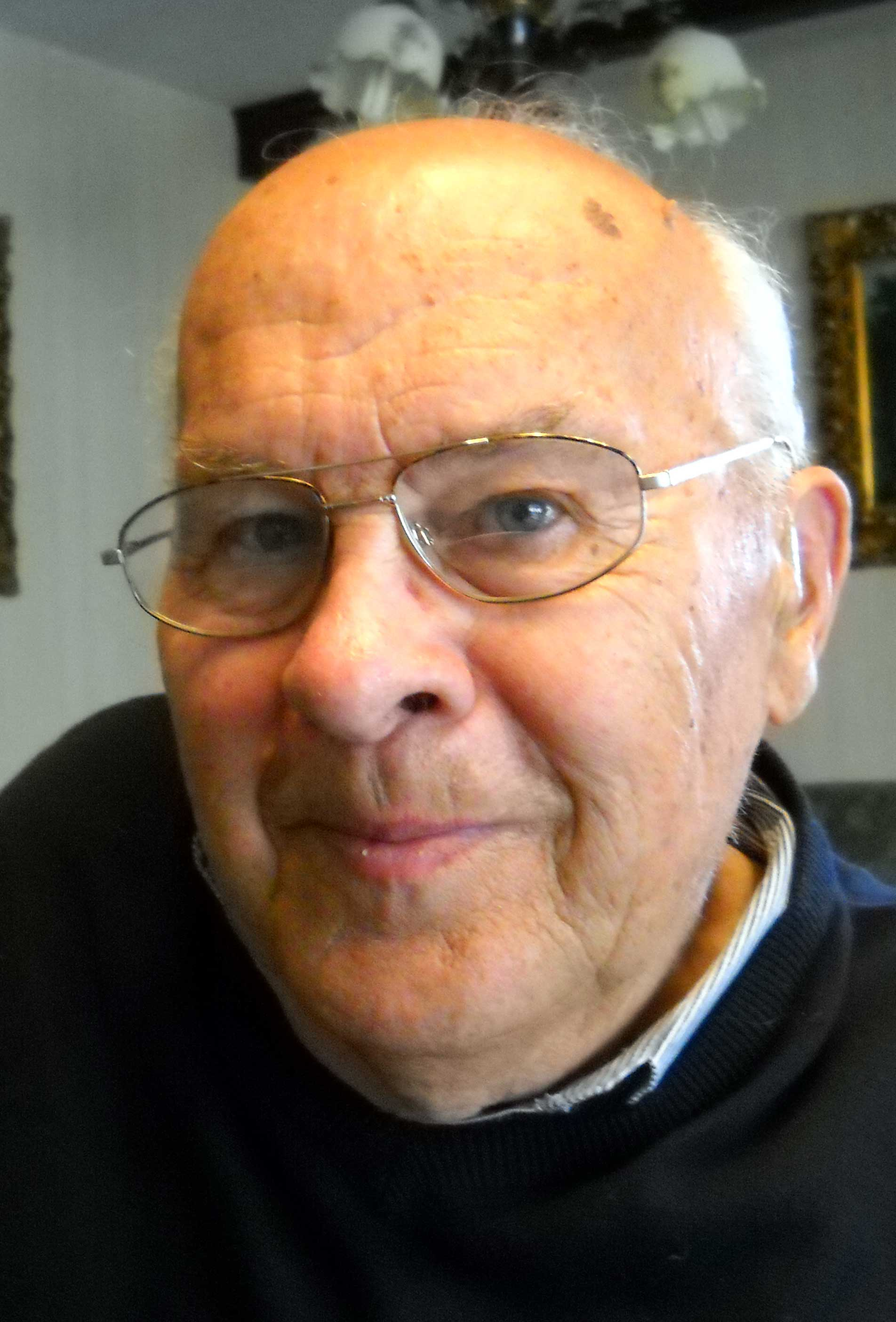
Friedrich Schulze

1. Wilhelm von Brockhausen (* 18. April 1773 in Göhren; † 16. März 1858 in Berlin)
königlich preußischer General
Verleihung am 4. Juni 1835
Brockhausen wurde anlässlich seines Abschiedes aus Wittenberg in Würdigung seiner bald 20-jährigen Verdienste als Stadtkommandant bei tätiger Fürsorge, Humanität und freundlichem Wohlwollen zum Ehrenbürger ernannt.

Johannes Zeltner
2. Johannes Zeltner (* 12. April 1805 in Eschenbach; † 1. Juni 1882 in Nürnberg)
Fabrikant
Verleihung 1847
Zeltner erhielt den Ehrenbürgerbrief als Dank für seine Stiftung zum Wohle von Konfirmandinnen.

H. E. Schmieder
3. Heinrich Eduard Schmieder (* 17. Februar 1794 in Schulpforte; † 11. August 1893 in Wittenberg)
Theologe
Verleihung am 28. März 1869
Nachdem er 50 Jahre in seinem Amt als Prediger segensreich gewirkt hatte.
4. Eduard Feodor Gloeckner (* 13. April 1812 in Borna; † 22. Februar 1885 in Dresden)
Jurist
Verleihung am 3. November 1874
In dankbarer Anerkennung seiner während der hiesigen Amtswirksamkeit dem Dienste der Stadt und ihrer Angelegenheiten mit großen Eifer gewidmeten Tätigkeit.
5. Louis Gast (* 17. August 1819 in Wittenberg; † 18. April 1882 in Dresden)
Kaufmann
Verleihung am 23. Dezember 1874
Wegen des seiner Vaterstadt geschenkten warmen Interesses, insbesondere auch wegen der von ihm gegründeten und durch Spendung eines Kapitals geschenkten Volksbibliothek.

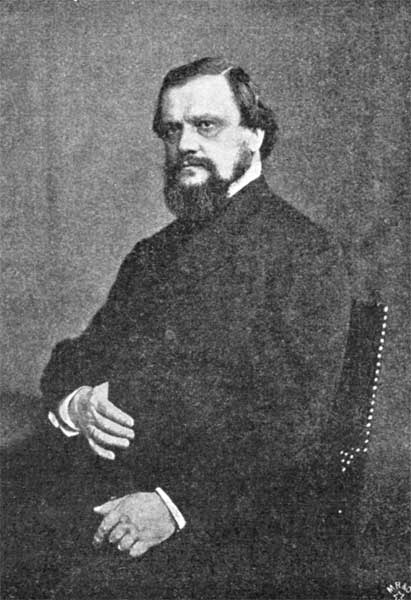
Adalbert Falk
6. Adalbert Falk (* 10. August 1827 in Metschkau; † 7. Juli 1900 in Hamm)
preußischer Kultusminister
Verleihung am 1. Februar 1876
Als Förderer des Schulwesens und des Lutherhauses in Wittenberg.
7. Friedrich Ferdinand Peters
Justizrat, Rechtsanwalt, Notar, Stadtverordneter, Stadtverordnetenvorsteher und Stadtrat
Verleihung 1879
Peters wurde aus Anlass seines 50-jährigen Dienstjubiläums in Anerkennung seiner der Stadt geleisteten uneigennützigen Dienste als Stadtverordneter, Stadtverordnetenvorsteher und als Stadtrat geehrt.

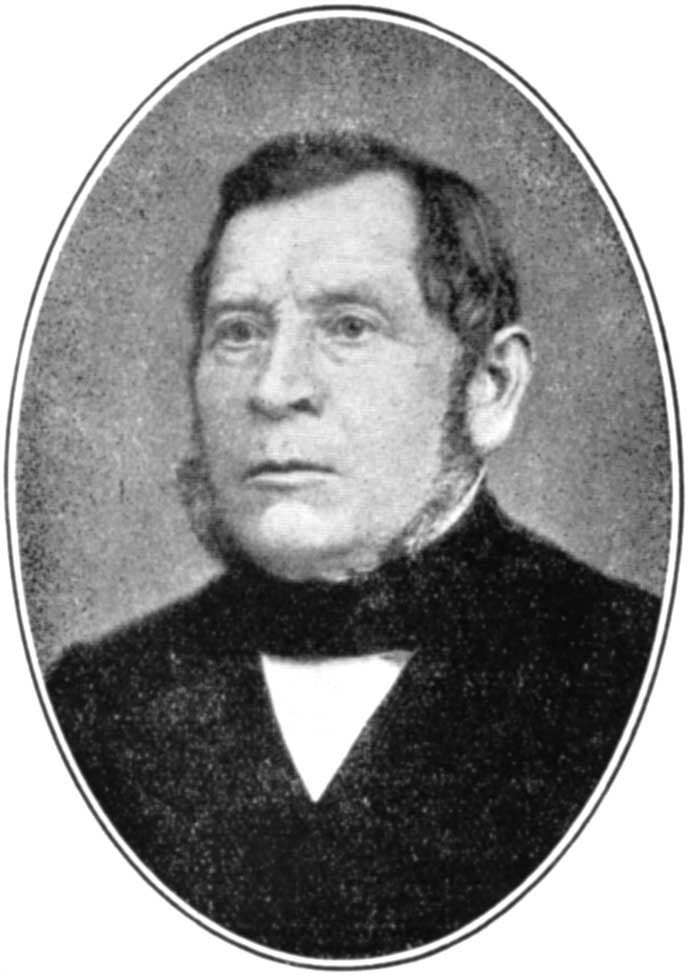
C. G. Holtzhausen
8. Christian Gottlob Holtzhausen (* 12. Mai 1811 in Wittenberg; † 12. Juni 1894 ebenda)
Stadtverordneter und Stadtrat
Verleihung am 22. November 1883
In Anerkennung seiner wertvollen Dienste als Stadtverordneter und Stadtrat.
9. Fritz Eunike (* 24. Januar 1831 in Bad Freienwalde; † 5. Januar 1892 in Wittenberg)
Major a. D.
Verleihung am 27. Februar 1891
Wegen seiner hervorragenden Verdienste um die Verschönerung und Entwicklung der Stadt Wittenberg, insbesondere während der Entfestigung.
10. Wolf von Gersdorff (* 9. August 1867 in Potsdam; † 25. Mai 1949 in Berlin)
Regierungspräsident von Merseburg
Verleihung am 31. Oktober 1917
In Anerkennung seiner Verdienste um die Pflege und Förderung der Lutherhalle zu Wittenberg.
11. Wilhelm Elfe (* 30. Juli 1843 in Kleinwittenberg; † 9. April 1931 in Wittenberg)
Stadtverordneter und Magistratsmitglied
Verleihung am 12. September 1918
In dankbarer Anerkennung seiner langjährigen, verdienstvollen Tätigkeit als Stadtverordneter und Magistratsmitglied.

Paul Leonhardt
12. Paul Leonhardt (* 8. August 1852 in Wittenberg; † 4. Oktober 1927 ebenda)
Kaufmann
Verleihung 1919
In Anerkennung der langjährigen, verdienstvollen Tätigkeit als Wittenberger Stadtverordneter und als Magistratsmitglied, insbesondere bei vorbildlicher Verwaltung der von ihm zur Zierde der Stadt ausgestalteten Anlagen.

Nathan Söderblom
13. Nathan Söderblom (* 15. Januar 1866 in Trönö; † 12. Juli 1931 in Uppsala)
lutherischer Theologe, Erzbischof von Schweden
Verleihung 1928
Dem großen und getreuen Vorkämpfer für Dr. Martin Luthers Lehre in dankbarer Anerkennung seiner unvergänglichen Verdienste um die teure, evangelische Glaubenslehre.

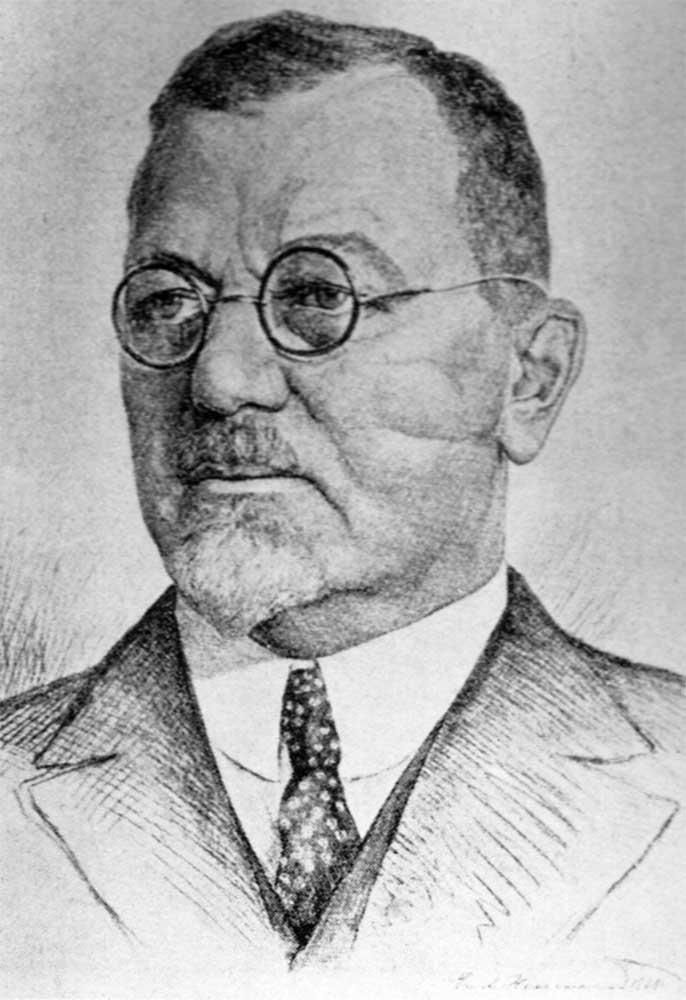
Karl Janisch
14. Karl Janisch (* 6. November 1870 in Berlin; † 29. Mai 1946 in Schwegermoor)
Maschinenbau-Ingenieur, Industrie-Manager
Verleihung am 30. November 1930 (Ehrenbürger Piesteritz)
Aus Dankbarkeit für das Wirken zum Wohle der Gemeinde Piesteritz in Anerkennung seiner wertvollen Verdienste um den Ort, insbesondere um das Schulwesen, die Kleinkinderschule, ferner Verschickung erholungsbedürftiger Kinder in Kurheime und vieles andere
15. Paul von Hindenburg (* 2. Oktober 1847 in Posen; † 2. August 1934 auf Gut Neudeck)
Reichspräsident
Beschluss 25. April 1933
  - Adolf Hitler (* 20. April 1889 in Braunau am Inn; † 30. April 1945 in Berlin)

Reichskanzler
Beschluss am 25. April 1933, nicht persönlich angenommen
Der Verlust des Ehrenbürgerrechts für Kriegsverbrecher wurde generell gemäß Artikel VIII, Ziffer II, Buchstabe i der Direktive 38 des Alliierten Kontrollrats in Deutschland vom 12. Oktober 1946 festgelegt. Damit ist die Ehrenbürgerschaft entzogen. 2010 distanzierte sich der Wittenberger Stadtrat von der Ernennung Hitlers zum Ehrenbürger Wittenbergs.[1]
16. Gottfried Krüger (* 2. August 1863 in Treuenbrietzen; † 3. Juli 1941 in Wittenberg)
Mediziner und Heimatforscher
Verleihung am 2. August 1933
Krüger wurde anlässlich seines 70. Geburtstages in dankbarer Anerkennung seiner hervorragenden Dienste um die Erforschung der Heimatgeschichte und um die Sammlung geschichtlicher Erinnerungsstücke aus der Vergangenheit Wittenbergs geehrt.
17. Carl Kuntz (* 6. März 1881; † 28. Januar 1952)
Bürgermeister a. D.
Verleihung 1948 (Ehrenbürger Piesteritz)
Kuntz war bis 1933 Bürgermeister von Piesteritz. Er ließ Straßen in Piesteritz pflastern und legte den Volkspark an. 1945 gründete er in Piesteritz die SPD neu.
18. Wassili Rjabischnikow (1912–1990)[2]
sowjetischer Kulturoffizier
Verleihung am 8. Mai 1975
Rjabischnikow war erst Lehrer, wurde 1945–1947 Leiter der politischen Abteilung der sowjetischen Militäradministration im Kreis und in der Stadt Wittenberg, Major, später Oberstleutnant. Er sorgte dafür, dass die Schulen wieder ihren Betrieb aufnahmen, kümmerte sich um die Ausbildung von Neulehrern, löste die nationalsozialistischen Lehrer ab, gründete 1946 das Wittenberger Stadttheater. Zusammen mit anderen sowjetischen Offizieren sorgte er dafür, dass die Krankenhäuser wieder ihren Betrieb aufnahmen, den Vertriebenen Hilfe zukam und die Verwirklichung der Bodenreform einsetzte. Dafür wurde ihm die Ehrenbürgerwürde verliehen. Am 11. November 1987 folgte der Eintrag in Goldene Buch der Stadt.
19. Hans Lorbeer (* 15. August 1901 in Kleinwittenberg; † 7. September 1973 in Wittenberg)
Schriftsteller
Verleihung am 8. August 1976 (postum)
Friedrich Schulze
20. Friedrich Schulze (* 5. Juli 1929 in Griebo)
Landwirt und Ortschronist von Griebo
Verleihung am 5. August 2006 (Ehrenbürger Griebo)
Für seine Verdienste und sein außerordentliches Engagement um die Gemeinde Griebo.
Der Sohn des gleichnamigen Bauern (* 25. Juni 1896 in Griebo; † 13. Oktober 1972 ebenda) und dessen Frau Maria geb. Puhlmann (* 14. Januar 1904 in Zieko; † 5. Januar 1960 in Berlin) besuchte ab 1936 die Volksschule in Griebo. 1944 begann er, auf dem Hof seiner Eltern zu arbeiten und absolvierte eine Ausbildung zum Landwirt. 1947 bis 1949 besuchte er die Landwirtschaftsschule in Wittenberg und erwarb nach zweieinhalbjährigem Lehrgang 1953 den Meisterabschluss. 1960 trat er in die LPG Griebo ein, 1990 wurde er pensioniert. Schulze war von 1962 bis 1992 Vorsitzender des Gemeindekirchenrates in Griebo und entwickelte im Laufe seines Lebens eine besondere Vorliebe für die historischen Vorgänge seines Heimatortes. Nach umfangreichen Recherchen verfasste er einige Artikel im Rosslauer Regionalteil der Mitteldeutschen Zeitung und legte eine Chronik von Griebo an, die jedoch nicht im Druck erschien. Aus seiner Ehe mit Christa Schulze geb. Pulß (* 17. Dezember 1937; † 13. Januar 2008), stammen zwei Töchter.

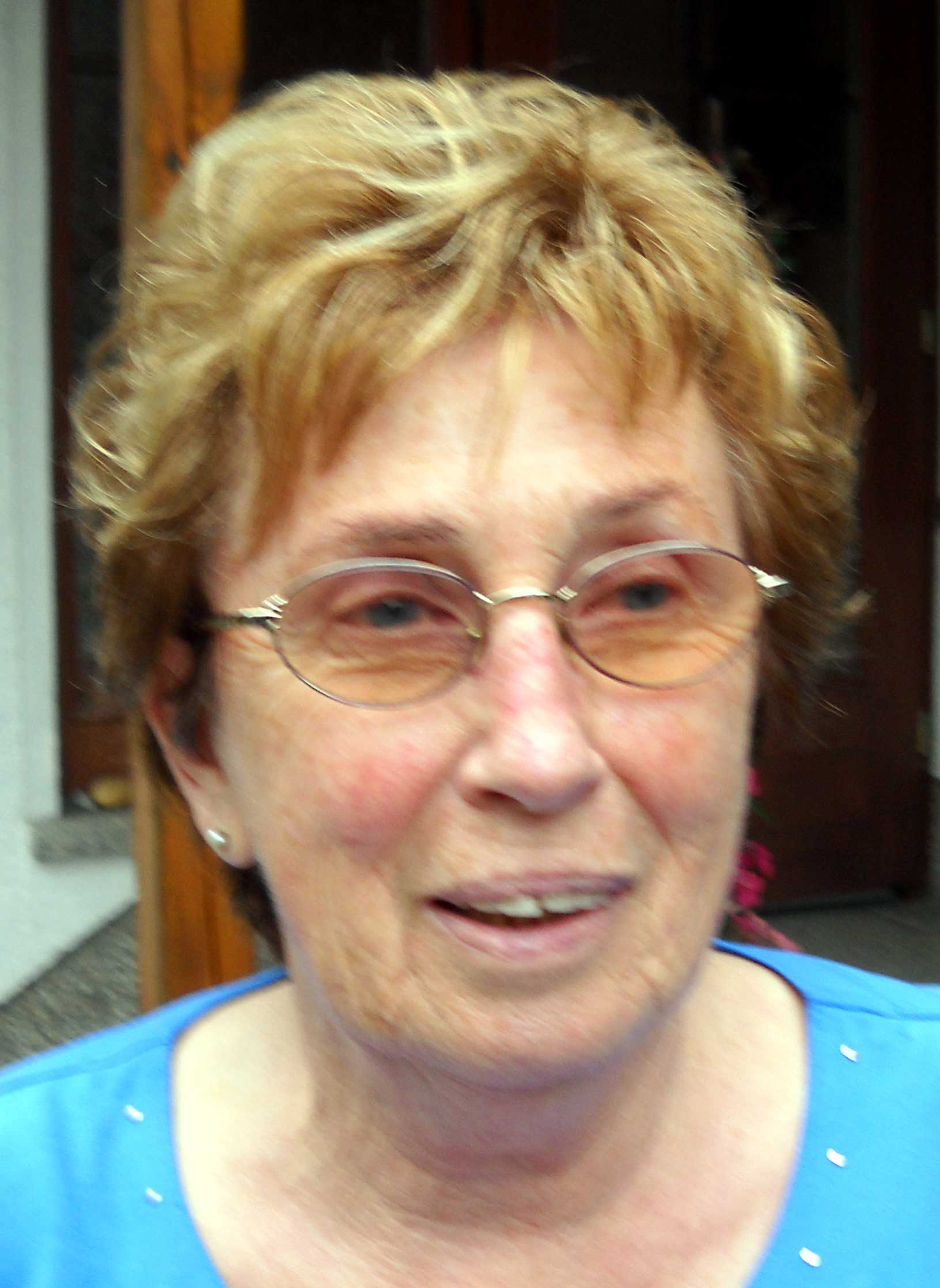
Marianne Schulze
21. Marianne Schulze (* 10. Januar 1936 in Griebo)
Verkäuferin und Sportlerin
Verleihung am 5. August 2006 (Ehrenbürgerin Griebo)
Für ihre Verdienste und ihr außerordentliches Engagement um die Gemeinde Griebo.
Die Tochter des Franz Schmidt (* 31. August 1908 in Piesteritz; vermisst 1944 in Kroatien) und dessen Frau Erna geb. Jäckel (* 19. September 1910; † 11. März 1963) besuchte ab 1942 die Schule ihres Heimatortes. Ab 1950 absolvierte sie eine Lehre als Chemiefacharbeiterin in Coswig (Anhalt) und 1953 eine Ausbildung zur Verkäuferin in der Coswiger Konsumgenossenschaft. 1954 nahm sie eine Tätigkeit als Verkäuferin auf, erwarb noch im selben Jahr den Verkaufsstellenleiternachweis und war ab 1955 als Verkaufsstellenleiterin in Klieken, Möllensdorf und ca. dreißig Jahre lang in Griebo tätig, bevor sie 1991 in Vorruhestand trat. Schulze war 1951 in den DTSB eingetreten und als Turnerin aktiv. Im Laufe der Zeit entwickelte sich die Turngruppe zur Gymnastikgruppe. 1960 war sie Mitbegründerin der Frauensportgruppe Gymnastik in Griebo, erwarb 1975 die Übungsleiterlizenz, wurde Vorstandsmitglied des TSV Griebo und 2002 dessen Ehrenmitglied. Schulze ist seit 1957 verheiratet mit Horst Schulze und hat einen Sohn.

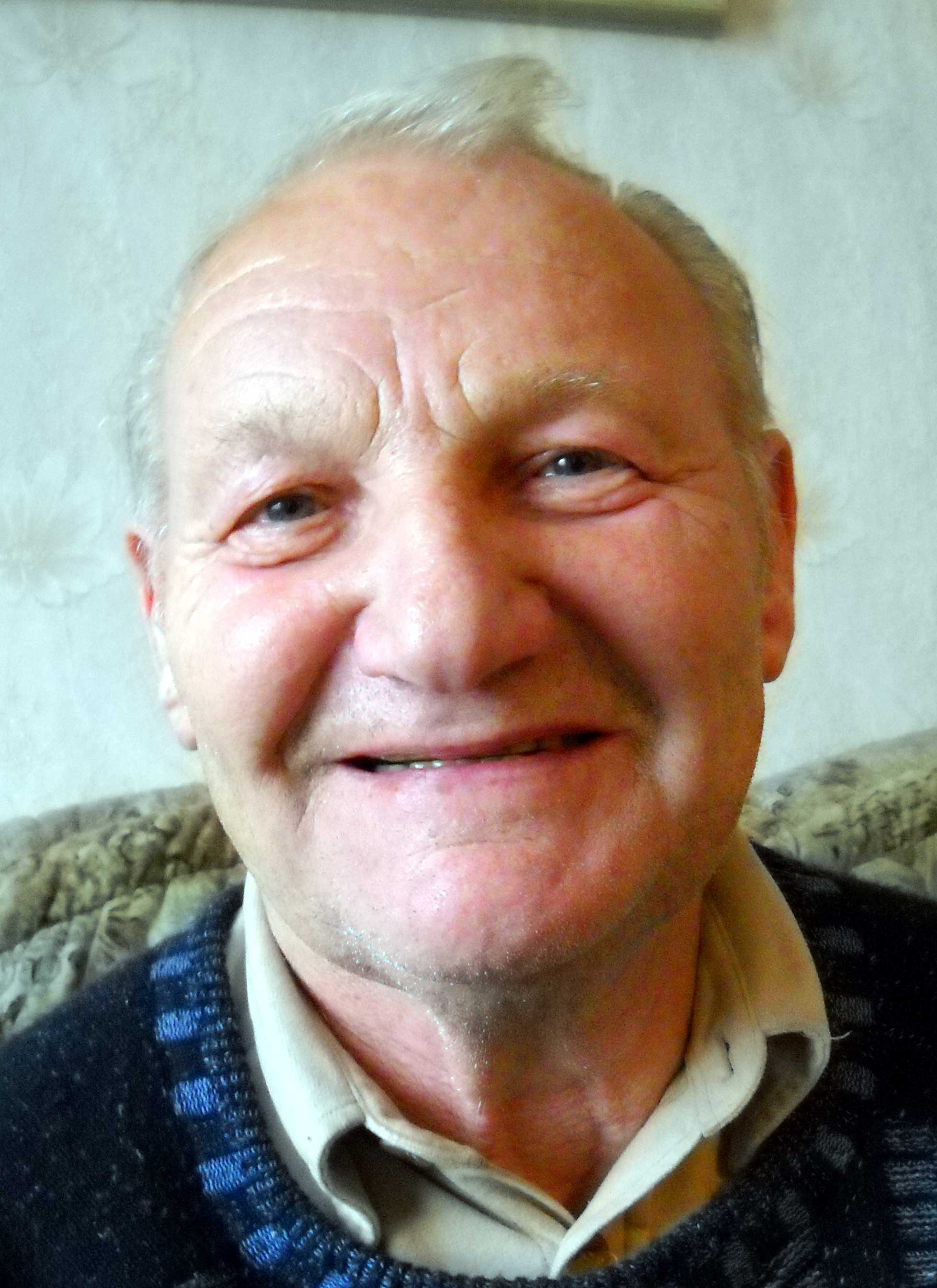
Dieter Winkler
22. Dieter Winkler (* 6. April 1940 in Wörpen, † 29. März 2015 in Lutherstadt Wittenberg)
Gemeindearbeiter
Verleihung am 5. August 2006 (Ehrenbürger Griebo)
Für seine Verdienste und sein außerordentliches Engagement um die Gemeinde Griebo.
Der Sohn des Ernst Barth († 1941 in Frankreich) und der Frieda Winkler (später verh. Freund, † 1974 in Griebo) besuchte ab 1946 die Grundschule in Wörpen und wechselte 1949 an die Schule in Griebo. 1953 begann er in einem privaten Bauerngut eine Ausbildung zum Landwirt. Ab 1956 war er Transportarbeiter in der Coswiger Papierfabrik, wechselte 1962 in das Chemiewerk Coswig und qualifizierte sich zum Chemiefacharbeiter. 1974 wurde er Hausmeister des Grieboer Kindergartens und betreute nebenher die dortige SERO-Annahmestelle. 2003 ging er in den Ruhestand.
Winkler engagierte sich seit Jahren im Grieboer Gemeindeleben. So war er für den Kindergarten aktiv, beteiligte sich an der Pflege öffentlicher Anlagen des Ortsteils und leistete zu DDR-Zeiten am Grieboer Schwimmbad Aufbauhilfe. Zum Internationalen Tag des Ehrenamtes am 5. Dezember 2009 wurde er vom Landrat des Landkreises Wittenberg mit dem Preis der Wittenberger Sparkasse und der Mitteldeutschen Zeitung als „Helfer mit Herz“ geehrt.

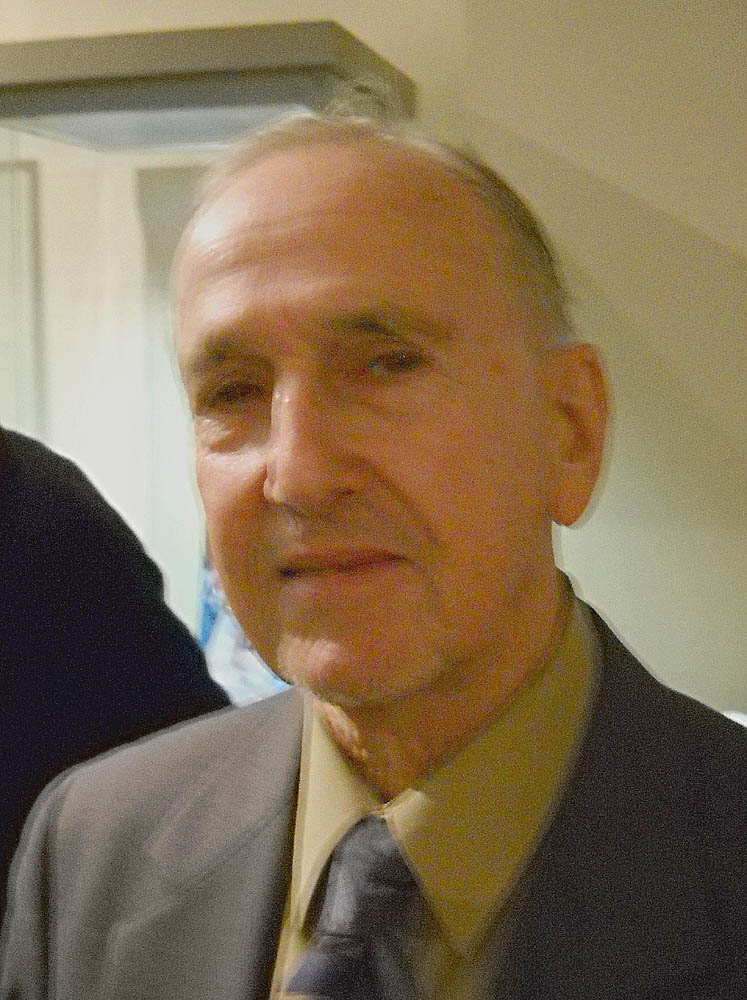
Richard Wiener
23. Margit Neugebauer
Gemeindeschwester
(Ehrenbürgerin Griebo)
24. Richard Wiener (* 7. August 1927 in Wittenberg)
Patentanwalt
Verleihung am 3. Oktober 2010[3]

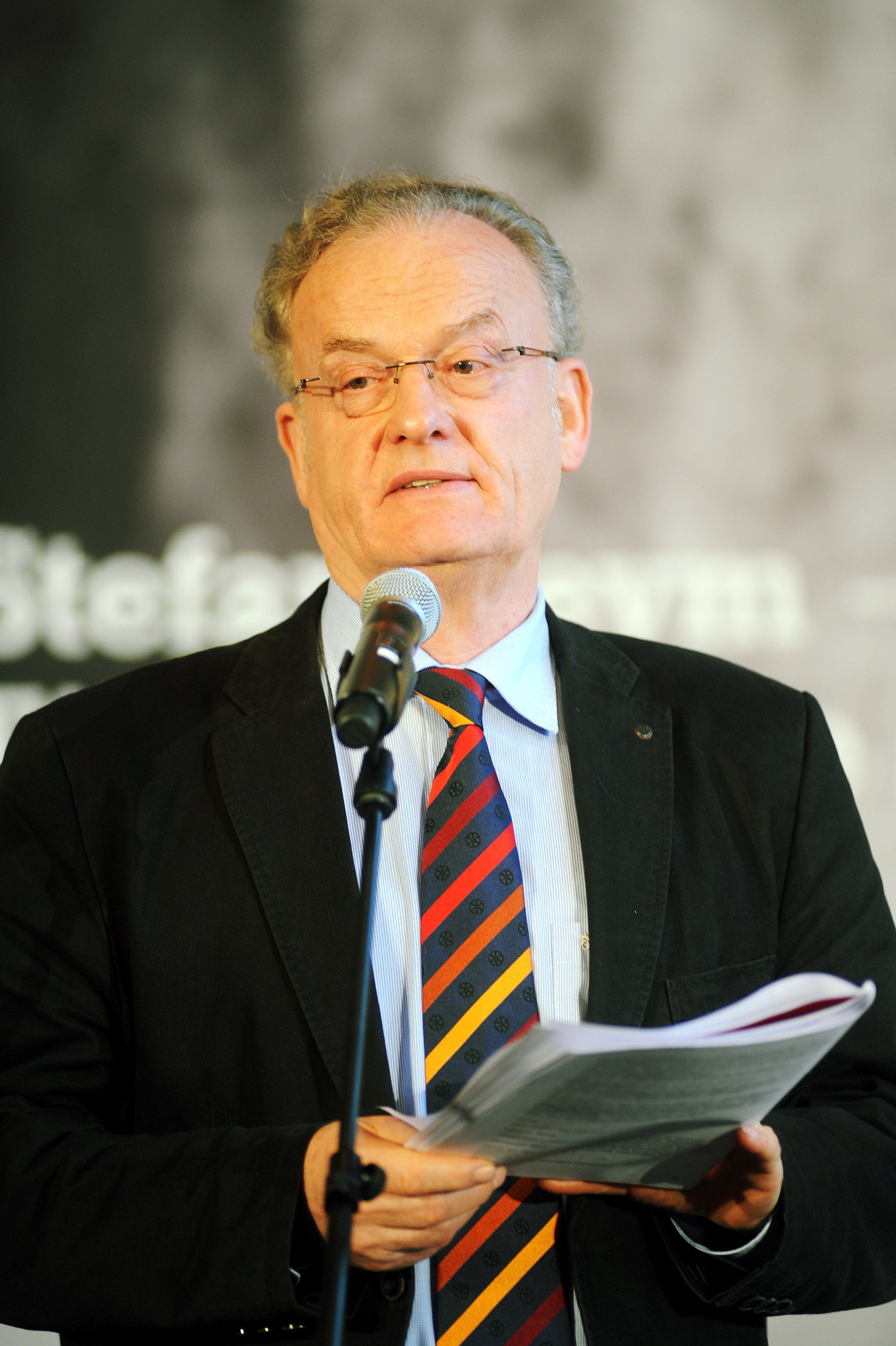
Friedrich Schorlemmer
25. Wolfgang Böhmer (* 27. Januar 1936 in Dürrhennersdorf; † Juni 2025)
Mediziner, Ministerpräsident Sachsen-Anhalts
Verleihung am 31. Oktober 2013[4]
26. Friedrich Schorlemmer (* 16. Mai 1944 in Wittenberge; † 9. September 2024 in Berlin-Spandau) 
evangelischer Theologe, Bürgerrechtler, Publizist
Verleihung am 3. Oktober 2015[5]
27. Eckhard Naumann (* 2. Juni 1947 in Lutherstadt Wittenberg)
Oberbürgermeister von Lutherstadt Wittenberg
Verleihung am 27. Juni 2018[6]
28. Rüdiger Geserick (* 27. März 1955 in Hamburg)
2005–2020 Geschäftsführer der SKW Piesteritz
Verleihung am 27. August 2022[7]